# Maria von Brienne

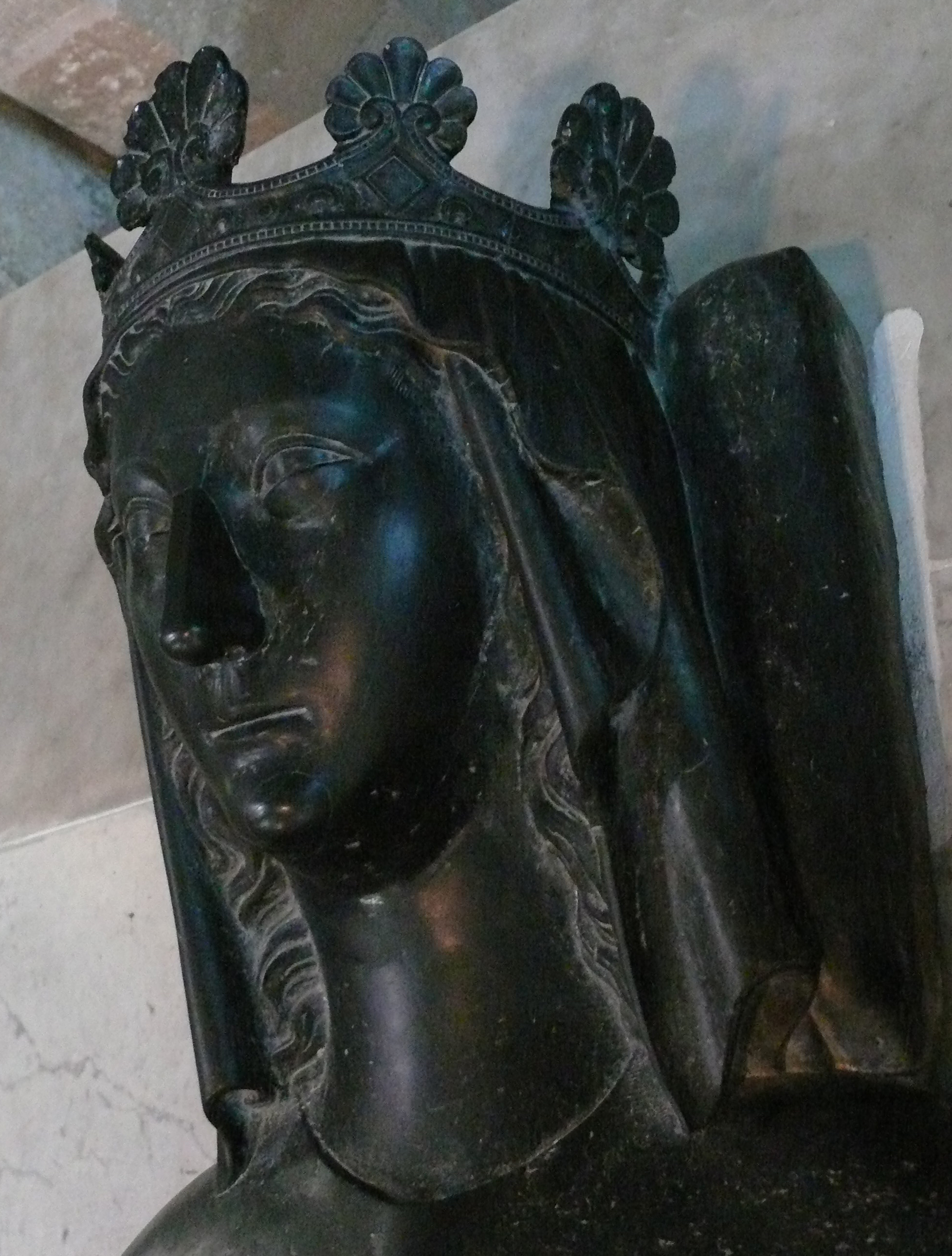
Die Liegefigur vom Grab der Maria von Brienne in der Kathedrale von Saint-Denis.

Maria von Brienne (* 1225; † 1275) war eine Kaiserin des lateinischen Reiches von Konstantinopel als Ehefrau Kaiser Balduins II. († 1274).

## Leben

### Herkunft
Maria war eine Angehörige des in der Champagne beheimateten Hauses Brienne, dass im Hochmittelalter eine prominente Kreuzfahrertradition aufweisen konnte. Ihr Vater war Johann von Brienne († 1237), selbst ein Nachgeborener der Familie, der durch seine erste Ehe 1210 zum König von Jerusalem aufgestiegen ist und einer der Anführer des fünften Kreuzzuges (1217–1221) war. Marias ältere Halbschwester war die Königin Isabella II. von Jerusalem († 1228), über die sie zwar mit Kaiser Friedrich II. verschwägert war, der aber zu einem Feind der Brienne wurde.
1224 hat Johann in Spanien als seine dritte Ehefrau Berengaria von León († 1237) geheiratet., als deren erstes Kind Maria im April 1225 in Capua geboren wurde. Auf ihr folgten noch drei Brüder:
- Alfons von Akkon († 1270), der Marie d’Issoudun, Gräfin von Eu, heiratete und als Ehemann Graf von Eu wurde, darüber hinaus Großkämmerer von Frankreich;
- Johann von Akkon († 1273), der 1258 Großmundschenk von Frankreich wurde;
- Ludwig von Akkon († 1297), der Agnes von Beaumont heiratete und als ihr Ehemann Vizegraf von Beaumont wurde.

### Verheiratung
Marias Vater ist im Jahr 1229 von den Baronen des lateinischen Kaiserreichs von Konstantinopel die Regentschaft für den unmündigen Kaiser Balduin II. angetragen wurden, die er nur unter der Voraussetzung anzunehmen bereit war, dass ihm selbst die Kaiserwürde auf Lebenszeit übertragen werde, was er sich am 9. April 1229 in Perugia von den Baronen vertraglich garantieren ließ. Ein Bestandteil des Vertrages wurde außerdem die Verlobung der damals vierjährigen Maria mit dem etwa zwölf Jahre alten Balduin II. Angeblich soll die Hochzeit schon kurz nach der Ankunft der Familie Brienne in Konstantinopel im August 1231 begangen worden sein, wahrscheinlich aber hat sie erst um das Jahr 1236/37 stattgefunden, als Maria etwa zwölf Jahre alt gewesen ist.
Das einzige bekannte Kind Marias aus ihrer Ehe war der Thronfolger Philipp († 1283), der vermutlich um das Jahr 1240/41 geboren ist. Da dieser später gelegentlich als „Erstgeborener“ (Primogentius) geurkundet hat, ist davon auszugehen, dass Maria noch ein weiteres oder mehrere Kinder gehabt hat, die allerdings schon früh gestorben sind.

### Verpfändung des Sohnes
Das in Folge des vierten Kreuzzuges 1204 begründete Kaiserreich der Lateiner in Konstantinopel ist seit der Herrschaft Kaiser Roberts (1219–1228) auf die Stadt und ihr näheres Umland zusammengeschrumpft und war seither akut in seiner Existenz durch die griechischen Gegenkaisertümer von Nicäa und Epirus-Thessaloniki und das Bulgarenreich bedroht. Ohne den Besitz eines eigenen Heeres, musste zur Verteidigung der Stadt vermehrt auf Söldner zurückgegriffen werden, deren kostspielige Anwerbung mangels eines nennenswerten Steueraufkommens hauptsächlich durch die Aufnahme von Krediten bei italienischen Kaufleuten bewerkstelligt werden musste, vornehmlich von der Monopolmacht Venedig. Dies führte unter anderem zu einem Ausverkauf von Kunstgütern und Reliquien in die Länder des Westens; Kaiser Balduin II. selbst hat sich auf zwei Frankreichfahrten in den Jahren 1236 bis 1240 und 1244 bis 1248 als Handelsreisender betätigt. Maria selbst hat ihren Mann bei diesen Fahrten nicht begleitet. So ist sie für den 4. April 1247 urkundlich in Konstantinopel belegt. Beachtenswert ist hier, dass sie während der zweiten Abwesenheit ihres Mannes nicht als dessen stellvertretende Regentin fungierte, was ihr als Kaisergemahlin durchaus zugestanden hätte. Statt ihrer wird der Baron Philippe de Toucy in dieser Position genannt.
Im Frühjahr 1248 ist Balduin II. von seiner zweiten Reise nach Frankreich in Konstantinopel zurückgekehrt, auf der er zum Zwecke der Geldbeschaffung unter anderem die Familiengüter des Hauses Courtenay verkaufen wollte, vor allem die Baronie Courtenay und die Grafschaft Namur. Die Veräußerung von Namur ist ihm von der französischen Krone untersagt wurden, stattdessen hat er ihr die Grafschaft als Sicherheit für einen Kredit von 20.000 Pfund stellen müssen. Weil diese Summe offenbar weit unter den Erwartungen geblieben ist, hat sich Balduin zu einem ungewöhnlichen Schritt veranlasst gesehen. Wie der Chronist Marin Sanudo in seinen Werken schildert, hat der Kaiser seinen Sohn und Thronerben für eine nicht genannte Summe an eine Kaufmannsfamilie aus Venedig verpfändet, die den etwa siebenjährigen Prinzen Philipp in ihre Mutterstadt verbracht hat.

### Reise nach Frankreich
Schon im Oktober 1248 ist Maria mit vier Schiffen auf eine Reise in den Westen aufgebrochen, auf der sie vor allem um finanzielle Unterstützung für den Freikauf ihres Sohnes werben wollte und dafür von ihrem Mann die Ermächtigung zum Verkauf der Familienbesitzungen der Courtenay erhalten hat. Außerdem hat diese Reise eine der Bedingungen der französischen Königinregentin Blanka von Kastilien für den Kredit dargestellt, den sie Kaiser Balduin II. gewährt hatte. Nach Konstantinopel sollte sie nie wieder zurückkehren.
Bei ihrer Überwinterung auf Euböa (Negroponte) hat sich Maria von mehreren italienischen Kaufleuten Geld geliehen und darüber Königin Blanka, die auch ihre Großtante war, in vier Briefen informiert. Für die aufgenommenen Kredite ist später die französische Staatskasse aufgekommen. Anschließend ist sie nach Zypern weitergereist, wo gerade König Ludwig IX. mit seinem Kreuzzugsheer lagerte. Nachdem ihr Begleitschiff mitsamt ihrer Garderobe in einem Sturm nach Akkon abgetrieben wurde, hat sie im Hafen von Paphos ihr Landsmann aus der Champagne und Verwandter Jean de Joinville in Empfang genommen, der ihr umgehend neue Stoffe für die Ausbesserung ihres Kleides besorgte. Der Ritter Philippe de Nanteuil hatte sich darüber bei dem König beschwert und Joinville beschuldigt, über die anderen Ritter Schande gebracht zu haben, da er nicht deren Kleider für die Kaiserin beachtet habe. Vom König hatte sich Maria militärische Unterstützung für Konstantinopel erhofft, doch hatte dieser seinem Kreuzzug eine höhere Priorität eingeräumt. Spätestens nachdem das Kreuzheer im Juni 1249 von Zypern gegen Ägypten in See gegangen war, hat auch Maria ihre Reise nach Frankreich wieder aufgenommen, wo sie sich dem Gefolge der Blanka von Kastilien anschloss.

### Kampf um Namur
Nach dem Tod der Königinregentin im Dezember 1252 ist Maria nach Namur weiter gezogen, wo sie fortan die Interessen ihres Mannes vertrat. Am 24. Juni 1253 urkundet sie in Viesville für einen Vasallen als „Kaiserin von Romanien“ (Marie, par le graze de Diu, empereriz de Rommenie). Am 26. Juli 1254 war sie in Le Quesnoy neben der Gräfin Margarete von Flandern und Karl von Anjou eine urkundliche Zeugin des Waffenstillstandsvertrages mit dem deutschen König Wilhelm von Holland im flämischen Erbfolgekrieg zwischen den Dampierre und Avesnes. Anschließend geriet sie mit Johann von Avesnes in Konflikt, einem der Protagonisten des Erbfolgekrieges, welcher als Graf des Hennegau zugleich der Lehnsherr von Namur war. Bereits 1248 hatte dieser mit der Unterstützung König Wilhelms versucht, Namur zu beschlagnahmen, weil Kaiser Balduin II. als dessen Inhaber ihm nie einen Lehnseid abgelegt hatte und die Courtenay außerdem Parteigänger der Dampierre waren. Die Beschlagnahmung war damals nach einer Intervention der Blanka von Kastilien und des Papstes gescheitert, aber nachdem die Regentin gestorben war, hat Avesnes mit der Erlaubnis König Wilhelms am 20. Juli 1253 den Grafen Heinrich V. von Luxemburg mit Namur beliehen, dessen Familie mit den Courtenay um den Besitz des Namurois seit Generationen im Streit lag.
Im Konflikt mit Luxemburg konnte sich Maria zunächst mit der Unterstützung Karls von Anjou und anschließend des vom Kreuzzug heimkehrenden König Ludwigs IX. behaupten. Und nachdem im Frühjahr 1256 König Wilhelm gefallen war und Johann von Avesnes damit seinen wichtigsten Unterstützer verloren hatte, schien sich das Blatt endgültig zu ihren Gunsten zu wenden. Am 24. September 1256 verzichtete Avesnes im Schiedsspruch von Péronne auf alle Hoheitsrechte über Namur und negierte seine Belehnung zugunsten Luxemburgs. Dieser wiederum dachte aber nicht daran aufzugeben. Nachdem ein Amtmann Marias von einem Ritter ermordet wurde, den er eigentlich wegen eines Verbrechens festnehmen sollte, solidarisierten sich die lokalen Burgherren gegen sie und riefen den Grafen von Luxemburg um Hilfe an. Dieser begann zu Weihnachten 1256 die Belagerung von Namur, deren Burg von Marias loyal gebliebenen Vasallen verteidigt wurde, während sie selbst im Bunde mit Johann von Avesnes versuchte die Belagerung aufzuheben. Aber die Unterstützung von Avesnes fiel nur halbherzig aus, obwohl er gemäß dem Schiedsspruch von Péronne zu ihrer Unterstützung verpflichtet war, weshalb mehrere Versuche die Burg zu entsetzen scheiterten. Der Luxemburger erhielt seinerseits die Unterstützung des neu gewählten Königs Richard von Cornwall, der ihn am 13. Juli 1257 als Graf von Namur anerkannte. Maria war eine natürliche Feindin Cornwalls, da sie eine Cousine ersten Grades von König Alfons X. von Kastilien war, der wiederum von einigen deutschen Fürsten als Gegenprätendent zu Cornwall zum König gewählt wurde. Im Jahr 1258 gab Maria den Kampf auf, nicht aber ohne die Verfügungsgewalt über ihre Burgen in Namur an den König von Frankreich zu übertragen, der diese augenblicklich an das Grafenhaus von Flandern (Dampierre) weiter reichte.
Die Burg von Namur ergab sich im Frühjahr 1259 dem Grafen von Luxemburg, aber Marias Sohn sollte im Konsens mit dem König von Frankreich im Jahr 1263 die Erbrechte des Hauses Courtenay auf Namur zur Gänze für den Preis von 20.000 Pariser Pfund an das Haus Flandern abtreten, welches letztlich im Kampf gegen Luxemburg obsiegen sollte.

### Freikauf des Sohnes
Noch während der Kampf um Namur tobte hatte Maria offenbar ihre Anstrengungen zum Freikauf ihres Sohnes intensiviert. Zumindest hatte der König von Frankreich am 8. Januar 1258 in Melun einen Kaufmann mit einer Reise nach Venedig beauftragt, um dort Prinz Philipp mit einer Summe von 1.000 Turneser Pfund freizukaufen. Allerdings haben sich die Kaufleute, bei denen Philipp als Unterpfand lebte, zum Zeitpunkt dieser Offerte nicht in der „Serenissima“ aufgehalten, so dass dieses Geschäft nicht zustande kommen konnte. Der König und Maria haben davon frühestens im Sommer 1259 durch einen Brief Philipps vom 10. Juni des Jahres erfahren.
Offenbar hatte sich Maria darauf auf den Weg nach Kastilien zu ihrem Cousin König Alfons X. begeben, um diesen um finanzielle Hilfe zu beten. Zeitgenössische Berichte dazu liegen nicht vor. Lediglich später verfasste Geschichten geben ein Indiz, die von einer verzweifelt in Spanien auftauchenden Kaiserin erzählen, die anlässlich der im Jahr 1268 stattfindenden Hochzeit des Infanten Fernando de la Cerda mit der Prinzessin Blanche von Frankreich von dem gönnerhaften König Alfons X. die notwendige Geldsumme geschenkt bekommen hat, die ihr den Freikauf ihres Mannes, des Kaisers, aus der Gefangenschaft der Sarazenen ermöglicht habe. Wie Marin Sanudo berichtet, ist Prinz Philipp tatsächlich erst dank der finanziellen Hilfe des Königs von Kastilien aus seiner Geiselhaft in Venedig befreit wurden. Dies ist allerdings schon spätestens im Frühjahr 1261 geschehen, zumindest tritt Philipp am 1. Mai jenes Jahres im französischen Beauvais als ein urkundlicher Zeuge auf, dreizehn Jahre nach seiner Verpfändung durch den Vater. Maria muss also in den Jahren 1259 bis 1261 am kastilischen Königshof für die Schuldentilgung ihrer Familie bei den Venezianern gewirkt haben.

### Späte Jahre
Die Freiheit des Sohnes ist zeitgleich mit dem Verlust des Kaiserthrones von Konstantinopel einhergegangen. Denn am 25. Juli 1261 sind die Truppen des Griechenkaisers von Nicäa nahezu kampflos in der Hauptstadt des römischen Ostreiches eingezogen und haben dem lateinischen Kaisertum damit ein Ende gesetzt. Kaiser Balduin II. hatte verwundet mit einem Schiff der Gefangennahme entfliehen können. Fortan fristete die kaiserliche Familie ein Exil, zuerst in Frankreich und später in Süditalien, nachdem dort Karl von Anjou die Herrschaft übernommen und 1267 mit dem Haus Courtenay eine politisch-dynastische Allianz geschlossen hatte.
Maria wird letztmals am 8. Juni 1266 in Paris in einer Urkunde ihres Mannes genannt. Allerdings war sie noch im Mai 1275 am Leben, was zugleich ihr letztes Zeugnis darstellt. Ihr Grab hat sich in der königlichen Zisterzienserabtei Maubuisson befunden; die Liegefigur dazu befindet sich heute in der Kathedrale von Saint-Denis.